# Kamperbuitenpoort
De Kamperbuitenpoort of Kamp-poort is een voormalige stadspoort in de Nederlandse stad Amersfoort. De poort was onderdeel van de tweede stadsmuur en nam de taak over van de nog bestaande Kamperbinnenpoort, die onderdeel uitmaakt van de eerste stadsmuur.

## Geschiedenis
Rond 1380 is de bouw afgerond van de poort, die de stad verdedigde aan de noordkant. De poort bestond uit een rechthoekige toren. Aan de hoofdpoort was een voorpoort verbonden, die op de singel tussen twee stadsgrachten stond. Rond 1600 is deze voorpoort op een aarden bolwerk geplaatst, naar ontwerp van Adriaen Anthonisz, een vestingbouwer.
In 1838 werd de poort afgebroken en werd de gracht tussen de binnenstad en het bolwerk gedempt. In 1965 werd ook de oude Kampbrug over de singel gesloopt en vervangen door een nieuwe brug met een andere ligging.

## Etymologie
De naam verwijst naar het gebied de Kamp (weide) tussen de eerste en de tweede stadsmuur aan de noordkant van de binnenstad. Doordat de Viepoort aan de binnenkant lag van de stad, werd deze vanaf de realisatie van de tweede stadsmuur Kamperbinnenpoort genoemd en de nieuwe poort de Kamperbuitenpoort.